# Occidryas hutchinsi
Occidryas hutchinsi är en fjärilsart som beskrevs av Mcdunnough 1928. Occidryas hutchinsi ingår i släktet Occidryas och familjen praktfjärilar. Inga underarter finns listade i Catalogue of Life.